# Gambia i olympiska spelen
Gambia har deltagit i samtliga olympiska sommarspel sedan 1984. Inga medaljer har tagits. Landet har inte ställt upp i olympiska vinterspelen.

## Medaljer
| Guld | Silver | Brons | Totalt antal medaljer |
| ---- | ------ | ----- | --------------------- |
| 0    | 0      | 0     | 0                     |

### Medaljer efter sommarspel
| Spel                | Idrottare        | Guld | Silver | Brons | Totalt | Placering |
| Los Angeles 1984    | 10               | 0    | 0      | 0     | 0      | –         |
| Seoul 1988          | 6                | 0    | 0      | 0     | 0      | –         |
| Barcelona 1992      | 5                | 0    | 0      | 0     | 0      | –         |
| Atlanta 1996        | 9                | 0    | 0      | 0     | 0      | –         |
| Sydney 2000         | 2                | 0    | 0      | 0     | 0      | –         |
| Aten 2004           | 2                | 0    | 0      | 0     | 0      | –         |
| Peking 2008         | 3                | 0    | 0      | 0     | 0      | –         |
| London 2012         | 2                | 0    | 0      | 0     | 0      | –         |
| Rio de Janeiro 2016 | 4                | 0    | 0      | 0     | 0      | –         |
| Tokyo 2020          | 4                | 0    | 0      | 0     | 0      | –         |
| Paris 2024          | Framtida tävling |      |        |       |        |           |
| Los Angeles 2028    | Framtida tävling |      |        |       |        |           |
| Brisbane 2032       | Framtida tävling |      |        |       |        |           |
| Totalt              | Totalt           | 0    | 0      | 0     | 0      | –         |